# Испания (Шабрие)
«Испания, рапсодия для оркестра» (фр. España, rapsodie pour orchester) — одно из наиболее известных оркестровых сочинений французского композитора Эмманюэля Шабрие (1841—1894). Произведение было написано в 1883 году после поездки Шабрие в Испанию. Пьеса посвящена дирижёру Шарлю Ламурё, под управлением которого прошло её первое исполнение, состоявшееся 4 ноября 1883 года на концерте, организованном Société des Nouveaux.

## История создания

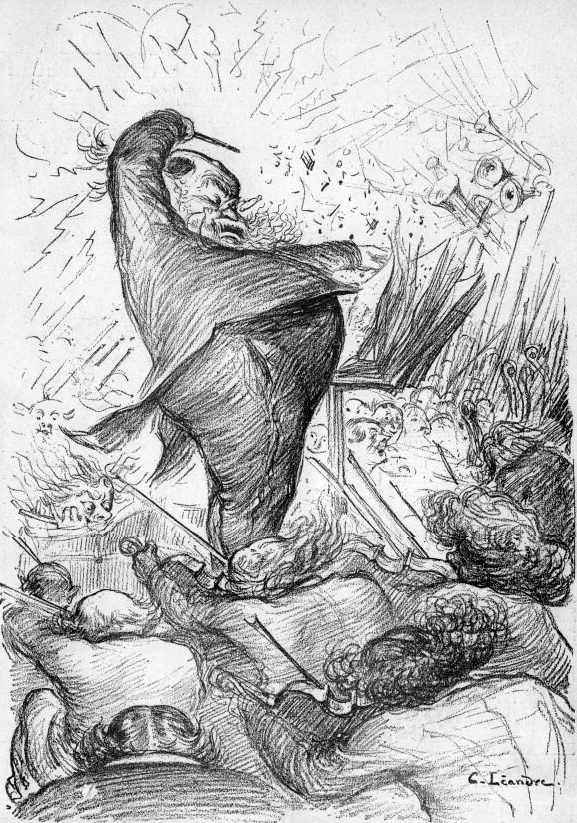
Шарль Ламурё, дирижирующий на премьере «Испании», показывает fortissimo. Рисунок Шарля Леандра, 1890-е годы

С июля по декабрь 1882 года Шабрие вместе со своей женой совершил путешествие по Испании, посетив в его ходе Сан-Себастьян, Бургос, Толедо, Севилью, Гранаду, Малагу, Кадис, Кордову, Валенсию, Сарагосу и Барселону. По мнению музыковеда Р. Майерса, «письма [композитора], составленные во время поездки, полны хорошего юмора, проницательной наблюдательности и его реакции на народную музыку и танцы; [эти письма] демонстрируют подлинный литературный дар [Шабрие]». В письме Эдуарду Мулле (1845—1923), своему старому другу и музыканту, который также интересовался народной музыкой Нормандии и Испании, Шабрие подробно описывает свои исследования региональных танцевальных жанров, приводя нотные записи данных мелодий. В более позднем письме из Кадиса, датированном 25 октября 1882 года и адресованном дирижёру Ламурё, Шабрие пишет (на испанском языке), что по возвращении в Париж он сочинит «необычайную фантазию, которая доведет публику до предела волнения».
Хотя изначально композитор задумывал пьесу для фортепианного дуэта, с течением времени она превратилась в произведение для оркестра. Работа над сочинением длилась в период с января по август 1883 года; первоначально Шабрие планировал дать пьесе название «Хота», но в октябре 1883 года переименовал её в рапсодию «Испания». Произведение было хорошо принято критиками и в одночасье прославило Шабрие. Работу хвалили такие композиторы, как Шарль Лекок, Анри Дюпарк, Рейнальдо Ан, Мануэль де Фалья (который считал, что «ни одному испанскому композитору не удастся создать настолько подлинную версию хоты») и даже Густав Малер (который объявил рапсодию «началом современной музыки»). Сам Шабрие не раз называл произведение «просто пьесой в фа мажоре ― и ничего больше».

## Музыка
После короткого вступления, звучащего наподобие испанской гитары, трубы исполняют первую тему в низком регистре (этот мотив повторяется четыре раза на протяжении всего произведения). Затем следует вторая тема, напевная и плавная, которую играют фаготы, валторны и виолончели. Далее фаготы вводят ещё один мотив (ben giocoso). После возвращения к первой теме лирическая мелодия (dolce espressivo), звучащая в верхнем регистре струнных, приводит к кульминации, прерываемой темой в исполнении тромбонов (marcato). Пьеса заканчивается финалом, радостным по характеру.
После создания рапсодии «Испания» среди композиторов стало модным сочинять музыку в испанском стиле. Этот жанр нашёл дальнейшее выражение в «Иберии» Дебюсси и «Испанской рапсодии» Равеля. Эрик Сати пародировал эту тенденцию в своей фортепианной пьесе «Españaña» (1913).

## Исполнительский состав

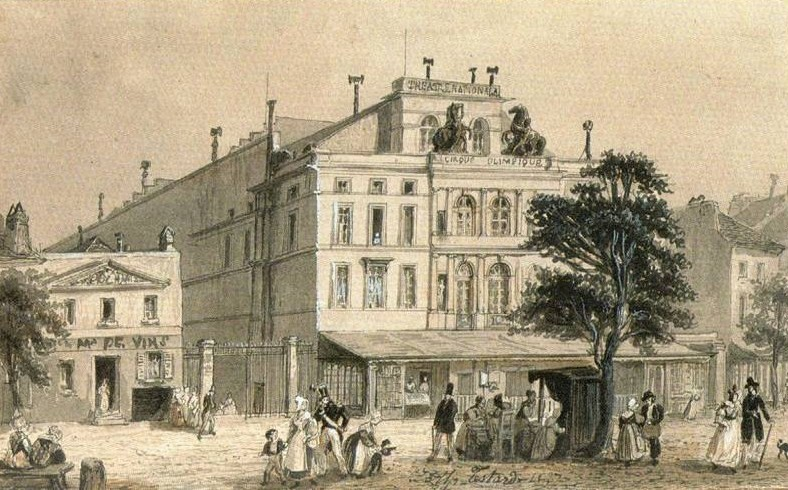
Цирк «Олимпик», в котором впервые прозвучала рапсодия «Испания». Жак Тестар, тушь и гуашь

Композиция написана для 3 флейт (1 флейта-пикколо), 2 гобоев, 2 кларнетов in B♭, 4 фаготов; 2 валторн in F, 2 валторн in C, 2 труб, 2 корнетов, 3 тромбонов, тубы, ударных (литавры, большой барабан, тарелки, треугольник, бубен) и струнных (2 арфы, скрипки, альты, виолончели, контрабасы).
Темп произведения: . = 80. Типичная продолжительность исполнения пьесы составляет 6 минут.
Шабрие создал две транскрипции рапсодии:
- для сопрано и фортепиано
- для двух фортепиано

## Влияние
Мотивы пьесы занимают видное место в вальсе Эмиля Вальдтейфеля «Испания», написанном в 1886 году. Мелодия рапсодии также звучит в американской песне 1956 года «Hot Diggity (Dog Ziggity Boom)».
В 1961 году Ролан Пети создал балет «Испания» на музыку Шабрие.